# Luan (football, 1993)
Pour les articles homonymes, voir Luan.
Ne doit pas être confondu avec Luan Vieira.
Luan Garcia Teixeira, plus communément appelé Luan Garcia, Luan Teixeira ou simplement Luan est un footballeur brésilien né le 10 mai 1993 à Vitória. Il évolue au poste de défenseur central au Deportivo Toluca.

## Biographie
Luan dispute le championnat de la CONMEBOL des moins de 20 ans en 2013. Ce tournoi se déroule en Argentine.
Il participe ensuite aux Jeux olympiques d'été de 2016 organisés dans son pays natal.

## Carrière
- 2012-mars 2017 : CR Vasco da Gama ( Brésil)
- depuis mars 2017 : SE Palmeiras ( Brésil)

## Palmarès

### Palmeiras
- Palmeiras
- Champion du Brésil en 2016, 2018
- Vainqueur de la Copa Libertadores en 2020
- Vainqueur du Coupe du Brésil:2020
- Vainqueur du Championnat de São Paulo:2020